# Sphecodoptera tenuimarginata
Sphecodoptera tenuimarginata is een vlinder uit de familie van de wespvlinders (Sesiidae), onderfamilie Sesiinae.
Sphecodoptera tenuimarginata is voor het eerst wetenschappelijk beschreven door George Francis Hampson in 1893. De soort komt voor in het Oriëntaals gebied.